# Prioziornoje (Kraj Zabajkalski)
Prioziornoje (ros. Приозёрное) – wieś (sieło) w Rosji, w Kraju Zabajkalskim, w rejonie borzińskim. W 2021 liczyła 278 mieszkańców.